# Elizabeth Farr
Elizabeth Farr (ca. 1947) is een Amerikaans klaveciniste en organiste.

## Levensloop
Farr behaalde haar muziekbachelor (orgel) aan de Stetson University (Florida), haar Master (orgel) aan de Juilliard School (New York) en een Doctorsgraad (klavecimbel) aan de Michigan University. Onder haar leraren bevonden zich de organisten Paul Jenkins en Vernon de Tar en de klavecinist Edward Parmentier.
Ze won heel wat competities zowel voor orgel als voor klavecimbel, onder meer:
- de National Organ Playing Competition in Fort Wayne (Indiana)
- de Young Artists’ Organ Playing Competition in Harvard University (Boston)
- de Magnum Opus Harpsichord Competition (Michigan)

Ze werd docente aan de College of Music van de University of Colorado in Boulder. Ze doceerde er orgel en klavecimbel en dirigeerde er het Early Music Ensemble. Ze leidde ook klassen over uitvoeringspraktijk en basso-continuo.
Farr specialiseerde zich in klaviermuziek van de 17de en 18de eeuw. Ze treedt vaak als soliste op, zowel op orgel als op klavecimbel. Ze werkt ook vaak samen als begeleidster van solo-artiesten en met orkesten. Zo speelde ze met La Grande Bande (in Lincoln Center's Alice Tully Hall, New York), en met Ars Musica (Michigan). In Colorado speelde ze met de Boulder Bach Festival, de Colorado Music Festival en de Boulder Philharmonic. Ze trad op samen met de Nederlandse blokfluitiste Eva Legêne, de barokvioliste Veronika Skuplik en de viola da gamba virtuoos Enid Sutherland. Naast haar tournees in de Verenigde Staten trad ze ook op in Europa, onder meer op de Festtage für Alte Musik in Schlewig-Holstein (Glücksburg), in Schloss Bad Krozingen, en ook vaak op het bekende 17de-eeuwse Arp Schnitger orgel in de Ludgerikirche in Norden.

## Discografie
Voor haar opname in 2006 van de Suites de la Guerre voor klavecimbel van Elisabeth Jacquet de la Guerre kreeg ze de Prijs van de Deutsche Schallplattenkritik.
Ze nam nam ook muziek op
- van Johann Sebastian Bach voor klavecimbel en luit
- van Peter Philips
- van William Byrd (My Ladye Nevells Booke)
- van Jean-Henri D’Anglebert (Suites voor klavecimbel) (2008)
- van Johann Sebastian Bach (Concertos voor klavecimbel) (2009).